# Jesse James Garrett

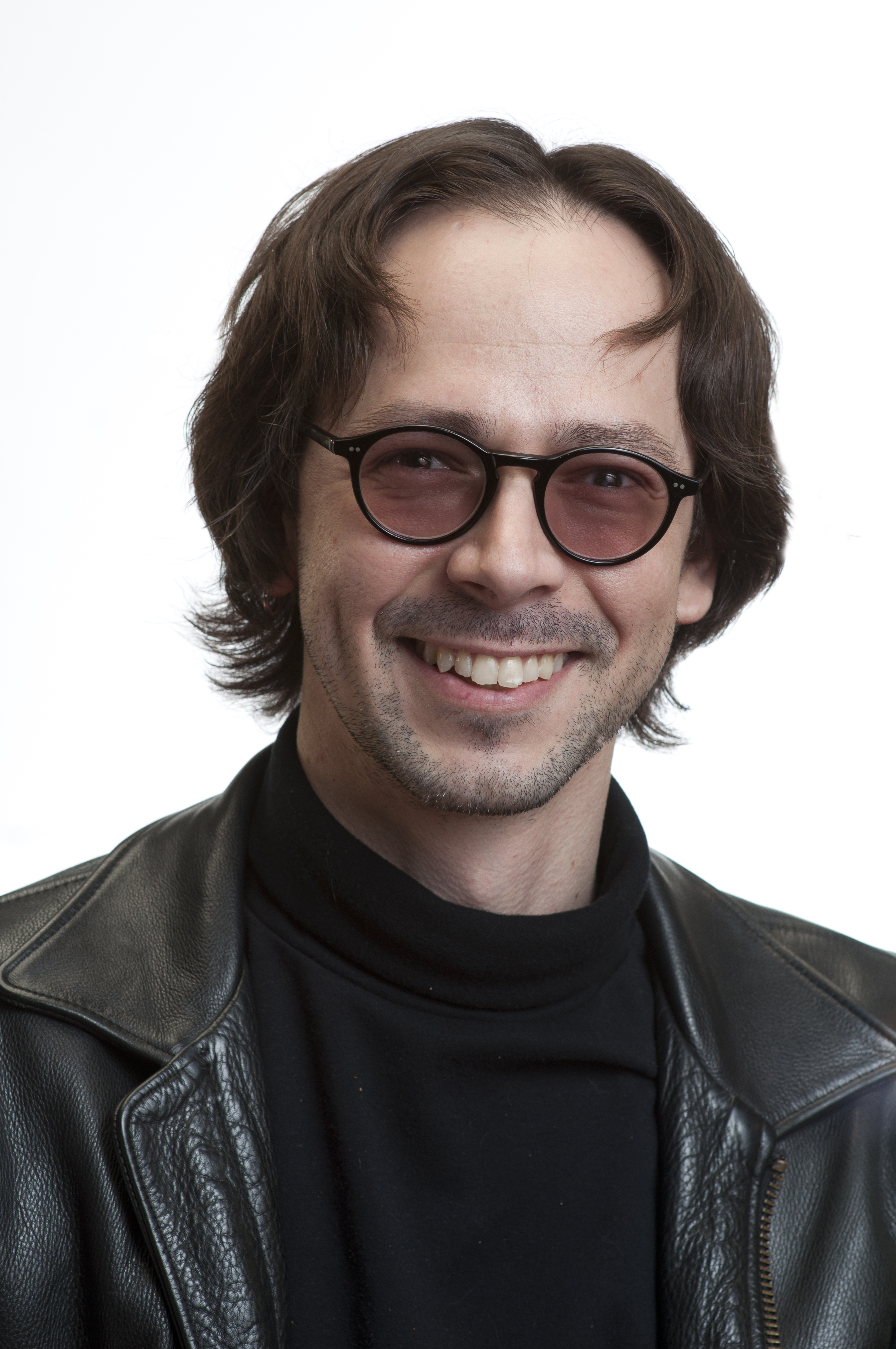
Jesse James Garrett 2010

Jesse James Garrett (* 1950 in Ottawa)  ist ein kanadischer Designer und Mitbegründer des Strategie- und Designberatungsunternehmens Adaptive Path, welches seinen Sitz in San Francisco, Kalifornien hat.
Anfang der 2000er Jahre startete er seine Karriere in der Webdesign-Community durch sein Diagramm mit dem Titel Die Elemente der User Experience, welches später als Buch veröffentlicht wurde. In einem Artikel aus dem Jahr 2005 prägte Garrett den Begriff Ajax, während er die asynchrone Technologie hinter neuen Diensten wie Google Maps und Google Suggest sowie die daraus resultierende Benutzererfahrung beschreibt, die es ermöglichte, ohne Unterbrechung zu surfen, indem das Nachladen der ganzen Seite vermieden wurde.

## Biographie
Jesse James Garrett studierte an der University of Florida und war 2001 Mitbegründer von Adaptive Path, einer Firma für User Experience-Strategie und -Design sowie des Information Architecture Institute. Seine Aufsätze sind in New Architect, Boxes and Arrows, und Digital Web Magazine erschienen. Jesse besuchte die University of Florida.

Garrett ist Autor von Die Elemente der User Experience, einem konzeptionellen Modell der nutzerorientierten Gestaltung, das im Jahr 2000 zunächst als Diagramm und 2002 als Buch veröffentlicht wurde. Eine zweite Auflage des Buches wurde 2010 veröffentlicht. Obwohl es ursprünglich für den Einsatz im Webdesign gedacht war, wurde das Elements-Modell auch in anderen Bereichen wie Softwareentwicklung und Industriedesign übernommen. Er schuf auch die erste standardisierte Notation für Interaktionsdesign, das so genannte visuelle Vokabular. Zu Garretts Arbeiten gehören ia/recon, ein Aufsatz über die Entwicklung des Bereichs der Informationsarchitektur, und The Nine Pillars of Successful Web Teams, ein konzeptionelles Modell ähnlich wie Elements für Teamstrukturen und -prozesse. In seinem bekanntesten Werk prägte Garrett im Februar 2005 den Begriff Ajax, indem er die Informationen beschreibt, die hinter asynchronem JavaScript und XML stehen. Ihm fiel dieser Begriff unter der Dusche ein, als er die Notwendigkeit eines Kurzbegriffs erkannte, um das Set von Technologien darzustellen, das er einem Kunden vorschlug. Dennoch war er nicht der einzige, der an der Entwicklung dieser Technologie arbeitete.
Im Jahr 2008 entwarf Garrett das Aurora-Konzept für einen zukünftigen Webbrowser für die Mozilla Corporation. Garretts abschließende Grundsatzrede auf dem 2009 stattfindenden Informationsarchitektur-Gipfel (IA Summit 2009), bekannt als Memphis Plenary, löste in der User-Experience-Community Kontroversen und Debatten aus.
Garretts Projekt iWitness gehörte zu den Gewinnern des Medieninnovationswettbewerbs Knight News Challenge 2011 der John S. and James L. Knight Foundation.

## Auszeichnungen
Im Mai 2006 wurde Garrett mit dem Rave Award des Wired Magazine im Bereich Technologie ausgezeichnet.

## Privatleben
Garrett wurde in Ottawa, Ontario, Kanada, geboren und wuchs in Florida auf. Er lebte fünf Jahre lang in Los Angeles, bevor er 1999 nach San Francisco zog. Er war von 2001 bis 2014 mit Rebecca Blood verheiratet und sie haben zusammen ein Kind.